# Anneli Ott
Pour les articles homonymes, voir Ott.
Anneli Ott, née le 2 mai 1976 à Tartu (Estonie), est une femme politique estonienne membre du Parti du centre d'Estonie. De janvier à novembre 2021, elle est ministre de la Culture d'Estonie dans le gouvernement de Kaja Kallas.
Précédemment, elle a été ministre de l'Administration publique dans le gouvernement de Jüri Ratas de novembre 2020 à janvier 2021.

## Jeunesse
Anneli Ott obtient son diplôme en sciences du sport de l'université de Tallinn en 1999.

## Carrière
En 2009-2010, Anneli Ott est maire de la commune de Võru.
En novembre 2020, elle est nommée ministre de l'Administration publique dans le gouvernement Ratas II, poste qu'elle conserve jusqu'au 26 janvier 2021. Ce même jour, elle intègre le nouveau cabinet formé par Kaja Kallas au poste de ministre de la Culture.